# Pablo Chacón
Julio Pablo Chacón (* 22. Mai 1975 in Las Heras, Mendoza) ist ein ehemaliger argentinischer Boxer. Chacón war panamerikanischer Meister 1994, südamerikanischer Meister 1996, Bronzemedaillengewinner der Olympischen Spiele 1996 und in seiner Profizeit WBC-Weltmeister.

## Karriere

### Amateur
1994 gewann Chancón mit einem Finalsieg über Daniel Regalado, Kuba, die Panamerikanischen Meisterschaften im Bantamgewicht (-54 kg).  Bei den Panamerikanischen Spielen im Jahr darauf schied er jedoch bereits im ersten Kampf gegen Carlos Navarro, USA (10:5), aus. Bei den südamerikanischen Meisterschaften 1996 gewann Chancón die Goldmedaille im Federgewicht (-57 kg). Im selben Jahr errang er nach Siegen über Tyson Gray, Jamaika 6:5), Josian Lebon, Mauritius (14:7), und János Nagy, Ungarn (18:4), und einer Halbfinalniederlage gegen Somluck Kamsing, Thailand (20:8), die Bronzemedaille bei den Olympischen Spielen 1996.

### Profi
Noch im Jahr seines Medaillengewinns bei den Olympischen Spielen wurde Chancón Profi. Er gewann seine ersten 36 Kämpfe, darunter fünf Titelkämpfe um den WBC Fedelatin Titel im Federgewicht u. a. gegen Remigio Daniel Molina, Argentinien (DQ 8.), und Oscar León, Kolumbien (TKO 10.).
2000 erhielt er eine Chance auf den Weltmeistertitel der WBA im Federgewicht. Nach zwölf Runden musste er sich dem US-Amerikaner Freddie Norwood deutlich nach Punkten geschlagen geben. Im selben Jahr unterlag er nach einem knappen Kampf dem Argentinier Claudio Victor Martinet. Kurz darauf gewann er den WBO Latin Titel und verteidigte diesen auch einmal. 2001 nutzte Chancón seine zweite Chance auf einen Weltmeistertitel. In Budapest schlug er den amtierenden Weltmeister aus Ungarn István Kovács durch technisches KO in der sechsten Runde. Seinen Titel verteidigte er erfolgreich gegen Edward Barrios und Victor Polo, bevor ihn 2002 gegen Scott Harrison wieder verlor. 
In den folgenden drei Jahren kam Chancón nicht mehr richtig auf die Beine. Zwar gewann er noch den Südamerika-Titel und den WBO Intercontinental Titel, verlor jedoch auch weitere vier Kämpfe. 2005 beendete Chancón nach 61 Kämpfen, darunter 54 Siege (37 KO) und 7 Niederlagen (1 KO) seine Karriere. 